# Glaphyra morii
Glaphyra morii är en skalbaggsart som beskrevs av Makihara 1984. Glaphyra morii ingår i släktet Glaphyra och familjen långhorningar. Inga underarter finns listade i Catalogue of Life.